# The Phoenix (Fall Out Boy)
The Phoenix è un singolo del gruppo rock statunitense Fall Out Boy, pubblicato nel 2013 ed estratto dall'album Save Rock and Roll.

## Descrizione
La canzone è stata scritta dal gruppo insieme a Butch Walker, attivo anche come produttore del brano.
Il brano contiene elementi della Sinfonia n. 7 in Do maggiore del compositore russo Dmitrij Šostakovič.
La canzone ha vinto il Kerrang! Awards come miglior singolo nel 2013.